# Закл (Подлехник)
Закл (словен. Zakl) — поселення в общині Подлехник, Подравський регіон‎, Словенія.